# Phil Graham
Philip Leslie "Phil" Graham (Terry, 18 de julho de 1915 – Marshall, 3 de agosto de 1963) foi um editor de jornal norte-americano. Foi editor (a partir de 1946 até sua morte) e co-proprietário (a partir de 1948) do The Washington Post. Era casado com Katharine Graham, filha de Eugene Meyer, antigo proprietário do jornal supracitado.

## Vida

### Juventude
Filipe (Phil) Leslie Graham nasceu numa família luterana em Terry, Dakota do Sul. Foi criado em Miami, onde seu pai, Ernest R. ("Cap") Graham, fez carreira na agricultura e no ramo de imóveis, e foi eleito para o senado estadual. Sua mãe, Florença Morris, fora professora nas Black Hills de Dakota do Sul. Graham tinha três irmãos. Um meio-irmão, Bob Graham, é ex-governador do estado da Flórida (1979–1987) e ex-senador dos Estados Unidos, representando Flórida de 1987 a 2005.
Graham frequentou a Miami High School e se formou na Universidade da Flórida  em 1936, com bacharelado em Artes e licenciatura em Economia, e na Escola de Direito de Harvard, onde foi editor da Harvard Law Review e se graduou magna cum laude, em 1939. Graham foi membro da Florida Blue Key e da Sigma Alpha Epsilon e foi confrade e colega de quarto do falecido senador George A. Smathers, de quem ele fora próximo desde a época em que frequentavam a escola secundária. Entre 1939 e 1940, foi assistente do associado Stanley F. Reed na Suprema Corte dos Estados Unidos, e,  a partir do ano seguinte, do associado Felix Frankfurter, o qual fora um de seus professores em Harvard.

### Casamento e filhos
Em 5 de junho de 1940, casou-se com Katharine Graham, filha de Eugene Meyer, um multi-milionário e proprietário do Washington Post, um jornal combativo na época. O casal se estabeleceu numa row house de dois andares.
Durante a Segunda Guerra Mundial, Graham se alistou no Corpo Aéreo do Exército dos Estados Unidos como particular, em 1942, e ascendeu ao posto de major pelo fim da guerra. Sua esposa seguiu-o em suas transferências para Sioux Falls, Dakota do Sul e para a cidade de Harrisburg, Pensilvânia, até 1945, quando ele foi para o Pacífico como um oficial da inteligência do Extremo Oriente da Força Aérea, o qual tinha sido criado em agosto de 1944.
Seu primeiro filho morreu no parto. Quatro rebentos se seguiram: Elizabeth ('Lally') Morris Graham, agora Weymouth (nascida em 3 de julho de 1943), Edward Donald Graham (22 de abril de 1945), William Welsh Graham (1948-2017), e Stephen Meyer Graham (nascido em 1952).

## Carreira

### Carreira na Washington Post Company
Em 1946, quando o editor do Washington Post Eugene Meyer foi nomeado primeiro presidente do Banco Mundial, ele passou o cargo de editor para Graham. Quando Meyer deixou o Banco Mundial, mais tarde naquele ano, ele assumiu o título de presidente do conselho de administração da Washington Post Company, deixando Graham como editor.
Em 1948, Meyer transferiu seu controle real das ações da Post Company (a empresa era de propriedade privada) para sua filha e para seu genro. Katharine Graham recebeu 30% como presente. Phil recebeu 70 por cento das ações, cuja compra foi financiada por seu sogro. Meyer permaneceu como um consultor próximo de seu genro até sua morte em 1959, à época em que Graham assumiu o cargo de presidente do Conselho de administração da Post Company.

#### A liderança da empresa sob Graham
- Em 1949, a Post Company adquiriu o controle uma parte dominante das açõesda estação de rádio WTOP, de Washington, de propriedade conjunta com a CBS. Isso marcou o início do envolvimento da empresa na radiodifusão. No ano seguinte, a Post/CBS comprou a estação de televisão afiliada à CBS em Washington, e mudou as letras de chamada para WTOP-TV (mais tarde WDVM-TV, e agora WUSA-TV) e, em 1953, a empresa comprou a rádio WMBR e WMBR-TV (agora WJXT) em Jacksonville, Flórida. A empresa ganhou a propriedade plena das estações WTOP em 1954.
- Em 1954, a Post Company comprou o Times-Herald, jornal matinal concorrente, por us $8,5 milhões. A Post manteve a maioria da publicidade, características, colunistas e quadrinhos do jornal — e a maioria de seus leitores. Ele imediatamente pulou à frente do Evening Star, o jornal vespertino mais proeminente, em circulação, da cidade, e, em 1959, ultrapassou-o em publicidade.
- Em 1961, a companhia adquiriu o controle das ações da Newsweek de Vincent Astor Foundation. Quando o negócio foi fechado na Cidade de Nova York, Graham fez um cheque de $2.000.000 como um adiantamento no preço da compra, $8,985,000.
- Em 1962, a Post Comapny expandiu-se novamente para ocampo das revistas através da compra da ''Art News'', a mais lida mensalmente no campo da arte, e da Portfolio, uma capa-dura trimestral, de Albert M. Frankfurter.

### Envolvimento na política
Enquanto dirigia o Washington Post e as outras partes da Post Company, Graham atuava nos bastidores da política nacional e local.
Em 1954, Graham foi a principal força por trás da fundação da Federal City Council, um grupo altamente influente de negociantes, de ativistas civis, de educadores e de outras lideranças interessado no desenvolvimento econômico, em Washington, D.C.
Em 1960, ele ajudou a convencer seu amigo John F. Kennedy a tomar Lyndon Johnson como candidato à vice-presidência, falando pessoalmente com ambos diversas vezes durante a Convenção Nacional Democrata de 1960, em Los Angeles, Califórnia. Durante a campanha de 1960, escreveu os rascunhos de vários discursos que Johnson proferiu. Depois que Kennedy e Johnson foram eleitos em novembro, com êxito, Graham fez lobby para a nomeação de Douglas Dillon como Secretário do Tesouro, e teve várias discussões com Kennedy sobre outras nomeações. Ele continuou, nos anos seguintes, a escrever ocasionais rascunhos de discursos, principalmente para Johnson, mas também para o Presidente e para Robert F. Kennedy.
Em 1961, Kennedy nomeou Graham para servir como incorporador para a Communications Satellite Corporation, conhecida como o COMSAT, uma sociedade entre o setor privado e o governo para as comunicações por satélite. Em outubro de 1961, foi nomeado presidente do grupo.

### "Primeiro rascunho da história"
Em abril de 1963, Graham fez um discurso para o correspondentes exteriores da Newsweek em Londres:
"Por isso, vamos hoje trabalhar sobre a nossa tarefa irremediavelmente impossível de fornecer a cada semana um primeiro rascunho grosseiro da história que nunca será de fato concluído sobre um mundo que nunca poderá realmente entende..." [Ênfase adicionada]
A frase "[o jornalismo é] o primeiro rascunho da história" entrou para o vernáculo. Enquanto a citação pode ter sido popularizada por Graham, em seu discurso, e a frase seja muitas vezes creditado a ele neste discurso, tais palavras não se originaram com ele ou com seu discurso. A frase fora usada repetidamente no Post na década de 1940, e por Graham na década de 1950, com a citação mais antiga por Alan Barth: "a Notícia é apenas o primeiro rascunho da história" e, anteriormente, expressões de sentimentos semelhantes que datam da primeira década de 1900.

## Problemas de saúde e morte
No livro de Katharine Graham, História Pessoal, ela escreveu que seu marido era sempre intenso e espontâneo, mas, ocasionalmente, caía em períodos de depressão. Em 1957, ele sofreu um grave episódio maníaco e, naquela época, não havia medicamentos disponíveis para um tratamento eficaz. Ele se retirou para a fazenda do casal em Marshall, Virgínia, para se recuperar. Daí em diante, períodos em que ele agia brilhantemente alternavam-se com períodos em que ele estava desanimado e irregular. Entregava-se às bebidas com frequência (algo que ele havia feito antes de 1957) e, em tais ocasiões, tornava-se beligerante.
Através da Newsweek, Graham, conheceu a jornalista australiana Robin Webb, e, em 1962, eles começaram um relacionamento amoroso. Em 1963, ele e Webb, viajaram ao Arizona; ele apareceu numa convenção de jornalistas embriagado e/ou maníaco. No microfone, ele fez uma série de comentários provocativos, incluindo a revelação de que Kennedy estava dormindo com Mary Pinchot Meyer. Seu assistente, James Truitt, chamou seu médico, Leslie Farber, o qual viajou em jato particular, assim como a esposa de Graham em seguida. Graham foi sedado, amarrado em uma camisa de força, e levado de volta para Washington. Ele foi internado por cinco dias no Chestnut Lodge, um hospital psiquiátrico em Rockville, Maryland.
Graham então deixou sua esposa por Robin Webb, anunciou a seus amigos que ele planejava divorciar-se de sua esposa e casar-se de novo imediatamente, e indicou que ele queria comprar o controle pleno da Post Company. Em junho, num ataque de depressão, ele rompeu com sua amante e voltou para casa. Em 20 de junho de 1963, ele deu entrada no Chestnut Lodge pela segunda vez, e foi formalmente diagnosticado com depressão (agora chamado de transtorno bipolar). Ele foi tratado com psicoterapia.
Em 3 de agosto de 1963, após pedir repedidas vezes a seus médicos para que estes lhe permitissem uma curta estadia fora do hospital, e "perceptivelmente muito melhor", de acordo com sua esposa, ele foi autorizado a ir para a sua casa de fazenda na Virgínia, Glen Welby, para um fim de semana. Enquanto sua esposa estava em outra parte do retiro, Graham cometido suicídio com uma espingarda calibre 28.
Durante a homologação de seu testamento, que fora escrito em 1963, o advogado de Katherine contestou sua legalidade. Edward Bennett Williams declarou que Graham não estava de posse de suas faculdades mentais quando instruiu Williams a elaborar o documento. Williams disse que ele escrevera, na mesma época em que ditou seu testamento, um memorando para o arquivo informando que Graham estava mentalmente doente, e que ele estava preparando o testamento sob a direção de Graham apenas para manter seu relacionamento com ele. O juiz do caso decidiu que Graham tinha morrido intestado. Um acordo foi finalmente alcançado pelo qual Katharine Graham deu parte de sua herança em favor de seus filhos.

## Honras póstumas
Em 16 de Março de 1970, a estação afiliada da ABC em Miami, Flórida (então WLBW-TV), mudou suas letras de chamada para honrar Phil para WPLG-TV; A Washington Post Company (mais tarde chamado de Post-Newsweek Stations, e agora conhecida como Graham Media Group) deteve a estação até que ela ser vendida para a Berkshire Hathaway , em 2014.